# Hispano Aviación HA-1112
Hispano Aviación HA-1109 và HA-1112 là các phiên bản chế tạo theo giấy phép của loại Messerschmitt Bf 109G-2 ở Tây Ban Nha trong và sau Chiến tranh thế giới II.

## Biến thể

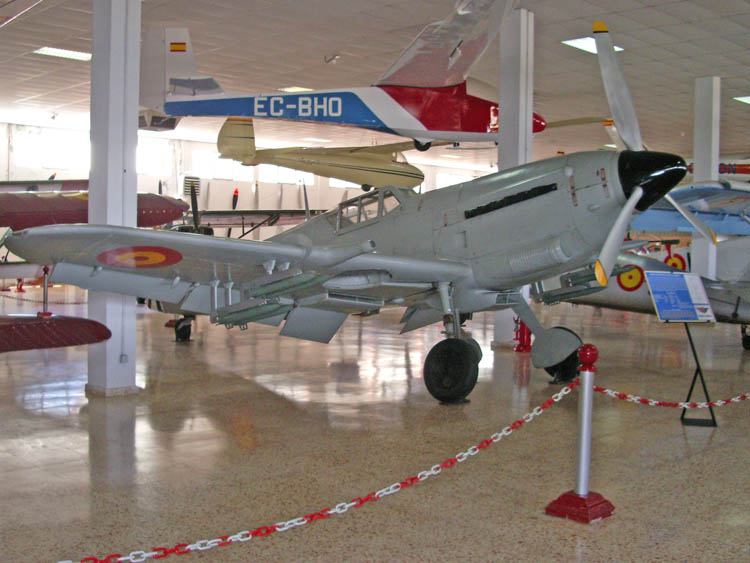
HA-1109 K. 1. L Tripala

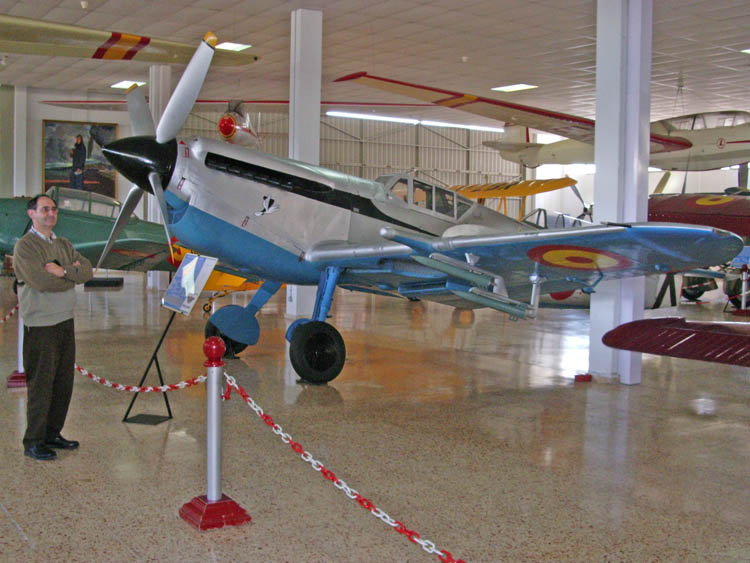
Hispano Aviación HA-1112-M1L Buchon với màu sơn gốc của không quân Tây Ban Nha.

HA-1109-J1L
HA-1109-K1L'
HA-1112-K1L "Tripala"
HA-1109-M1L
HA-1110-K1L
HA-1110-M1L
HA-1111-K1L
HA-1112-M1L "Buchon"
HA-1112-M4L

## Tính năng kỹ chiến thuật (HA-1112-K1L)
Đặc tính tổng quan
- Kíp lái: 1
- Chiều dài: 8,49 m (27 ft 10 in)
- Sải cánh: 9,92 m (32 ft 7 in)
- Chiều cao: 2,60 m (8 ft 6 in)
- Diện tích cánh: 16 m2 (170 foot vuông)
- Trọng lượng rỗng: 2.475 kg (5.456 lb) :::HA-1112-M1L 2,666 kg (6 lb)
- Trọng lượng cất cánh tối đa: 3.200 kg (7.055 lb) :::HA-1112-M1L 3,330 kg (7 lb)

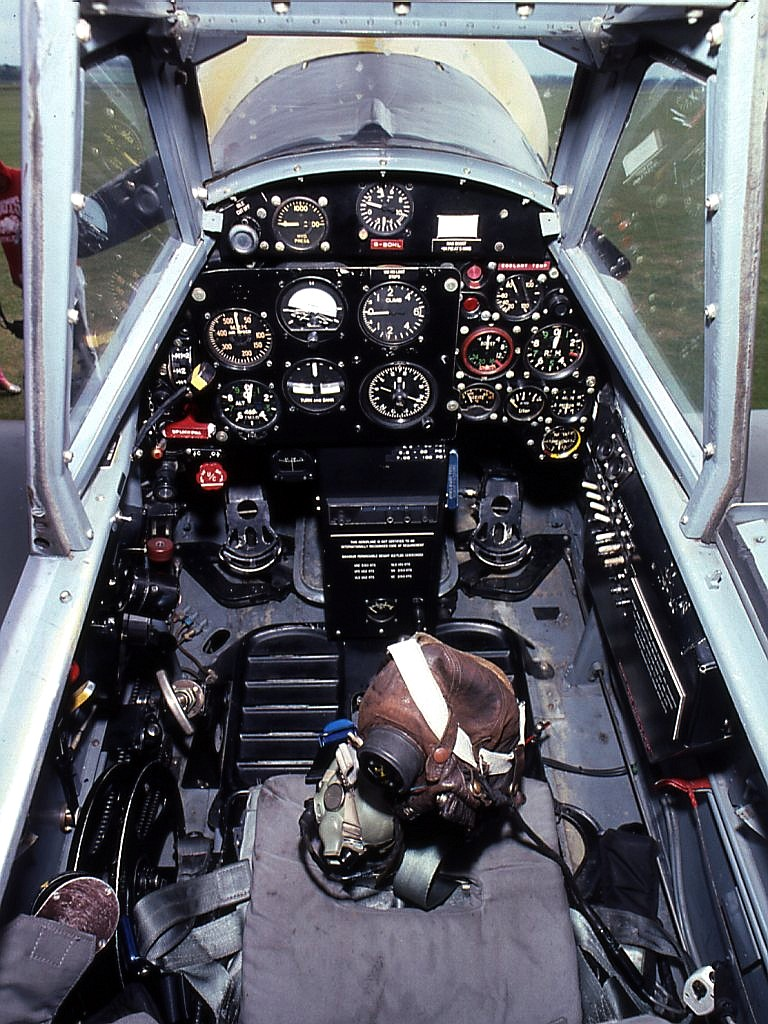
Buồn lái của HA 1112-M1L Buchon

- Động cơ: 1 × Hispano-Suiza 12Z-17 , 0,969 kW (1,300 hp)   :::HA-1112-M1L 1 x 1,193 kW (2 hp) Rolls-Royce Merlin 500/45
- Cánh quạt: 3-lá

Hiệu suất bay
- Vận tốc cực đại: 600 km/h (373 mph; 324 kn) :::HA-1112-M1L 665 km/h (413 mph)
- Vận tốc hành trình: 400 km/h (249 mph; 216 kn)
- Tầm bay: 690 km (429 mi; 373 nmi) :::HA-1112-M1L 765 km (475 mi)
- Trần bay: 9.800 m (32.152 ft) :::HA-1112-M1L 10,200 m (33 ft)
- Vận tốc lên cao: 28,33 m/s (5.577 ft/min) [1]
- Tải trên cánh: 200 kg/m2 (41 lb/foot vuông) :::HA-1112-M1L 206 kg/m² (42,2 lb/ft²)

Vũ khí trang bị

- Súng: 2x pháo Hispano-Suiza HS.404/408 20 mm
- Rocket: 8 x rocket 80 mm Oerlikon